# Giáo hoàng Piô IX
Giáo hoàng Piô IX (Tiếng Latinh: Pie IX; tiếng Ý: Pio IX; tên khai sinh: Giovanni Maria Mastai Ferretti;) là vị giáo hoàng thứ 255 của Giáo hội Công giáo. Theo niên giám tòa thánh năm 1860 thì ông đắc cử Giáo hoàng vào ngày 16 tháng 6 năm 1846. Niên giám tòa thánh năm 2003 xác định ngày đắc cử Giáo hoàng là ngày 16 tháng 6 năm 1846, ngày khai mạc chức vụ mục tử đoàn chiên Chúa là ngày 21 tháng 6 và kết thúc triều đại của mình vào ngày 7 tháng 2 năm 1878.
Triều đại của ông kéo dài 32 năm, là triều đại dài thứ hai trong lịch sử, sau triều đại của Thánh Peter. Ông nổi tiếng vì đã triệu tập Công đồng Vaticanô I vào năm 1868 và mất quyền kiểm soát vĩnh viễn nhà nước Lãnh địa Giáo hoàng vào năm 1870 vào tay Vương quốc Ý. Sau đó, ông từ chối rời khỏi Thành Vatican, tự nhận mình là "Người tù ở Vatican".
Vào thời điểm ông được bầu lên ngôi vị Giáo hoàng, một số người coi ông là người theo chủ nghĩa tự do, nhưng ông đã không còn như vậy nữa sau các cuộc Cách mạng 1848. Sau vụ ám sát thủ tướng Lãnh địa Giáo hoàng Pellegrino Rossi, Pius đã trốn khỏi Rome và rút phép thông công tất cả những người tham gia vào việc lập ra Nhà nước Cộng hòa La Mã tồn tại trong thời gian ngắn. Sau khi bị quân đội Pháp đàn áp và ông trở về Lãnh địa Giáo hoàng vào năm 1850, các chính sách và tuyên bố về giáo lý của ông ngày càng trở nên bảo thủ. Ông chịu trách nhiệm cho vụ bắt cóc Edgardo Mortara, một đứa trẻ sáu tuổi bị bắt cóc khỏi gia đình Do Thái của mình.
Trong thông điệp Ubi primum năm 1849, ông nhấn mạnh vai trò của Đức Mẹ Maria trong sự cứu rỗi. Năm 1854, ông ban hành giáo điều Vô nhiễm Nguyên tội, nêu rõ niềm tin Công giáo lâu đời rằng Đức Mẹ Maria, Mẹ Thiên Chúa, được thụ thai mà không có tội nguyên tổ. Giáo trình lỗi năm 1864 của ông là lời lên án mạnh mẽ chủ nghĩa tự do, chủ nghĩa hiện đại, chủ nghĩa tương đối về đạo đức, sự thế tục hóa, sự tách biệt giữa nhà thờ và nhà nước, và các ý tưởng Khai sáng khác. Pius tái khẳng định giáo lý Công giáo ủng hộ việc biến đức tin Công giáo thành quốc giáo khi có thể.
Lời kêu gọi hỗ trợ tài chính của ông đã khôi phục lại các khoản quyên góp toàn cầu được gọi là Pence của Phêrô. Ông củng cố quyền lực trung ương của Tòa thánh và Giáo triều Rôma đối với Giáo hội Công giáo trên toàn thế giới, đồng thời chính thức hóa thẩm quyền giáo lý tối cao của giáo hoàng (giáo điều về sự bất khả ngộ của giáo hoàng được xác định vào năm 1870). Giáo hoàng John Paul II đã phong Chân phước cho ông vào năm 2000.

## Cuộc sống và chức vụ ban đầu

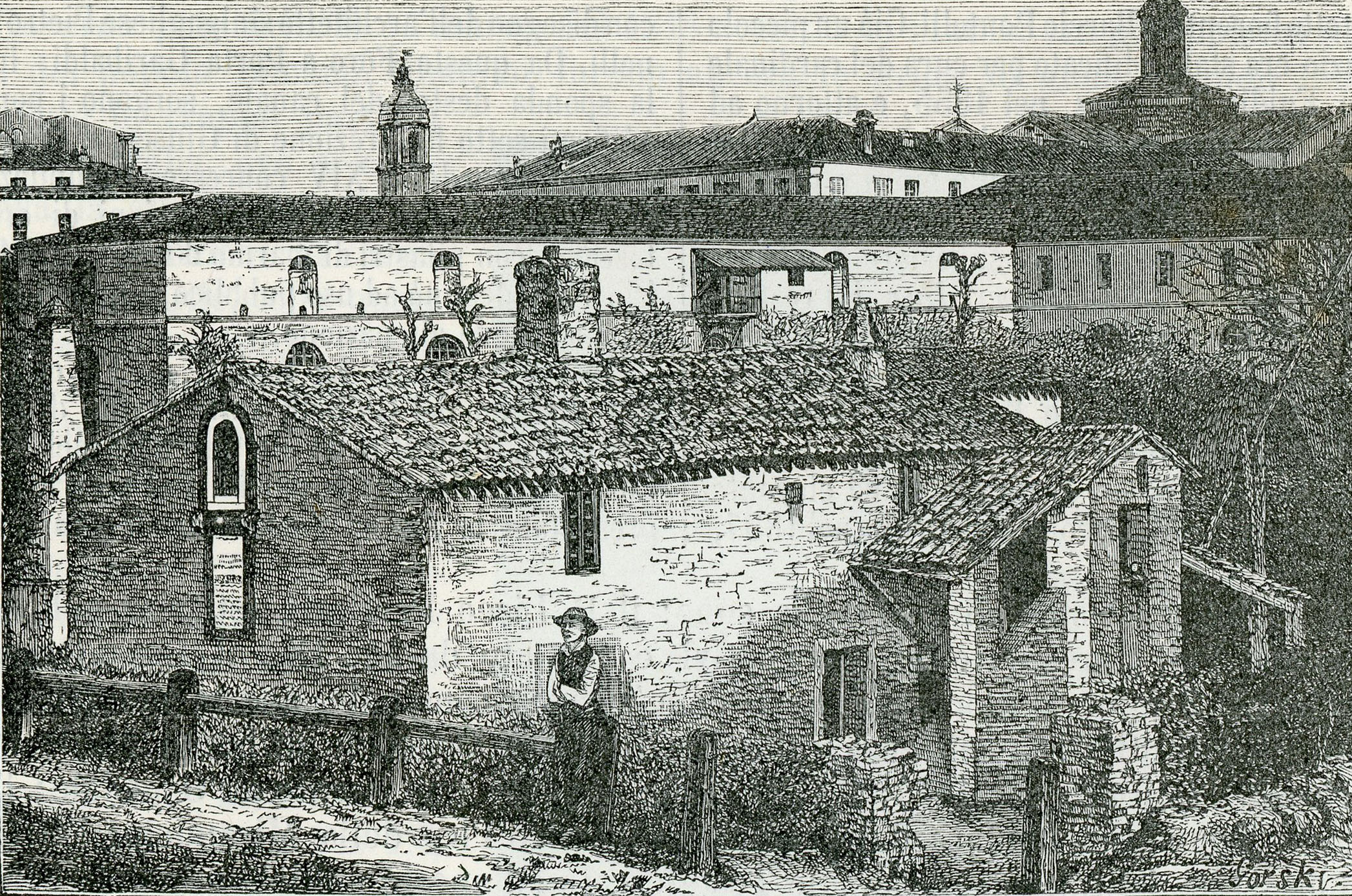
Ngôi nhà nơi sinh của Giáo hoàng Pius IX ở Senigallia

Giovanni Maria Mastai Ferretti sinh ngày 13 tháng 5 năm 1792 tại Senigallia, tỉnh Ancona, vùng Manche của Ý ngày nay, thời đó thuộc Lãnh địa Giáo hoàng. Ông là người con thứ 9 trong gia đình quý tộc, cha là Girolamo dei Conti Ferretti (1750–1833) và mẹ là Caterina Antonia Maddalena Solazzei di Fano (1764–1842). Ông được rửa tội vào ngày sinh của mình với tên Giovanni Maria Battista Pietro Pellegrino Isidoro và tiếp nhận danh hiệu bá tước. Ông được học tại Piarist College ở Volterra và ở Rome. Một tài liệu không đáng tin cậy được công bố nhiều năm sau đó cho rằng Bá tước Mastai trẻ tuổi đã đính hôn với con gái của William Foster Giám mục Kilmore của Giáo hội Ireland (Tin lành).

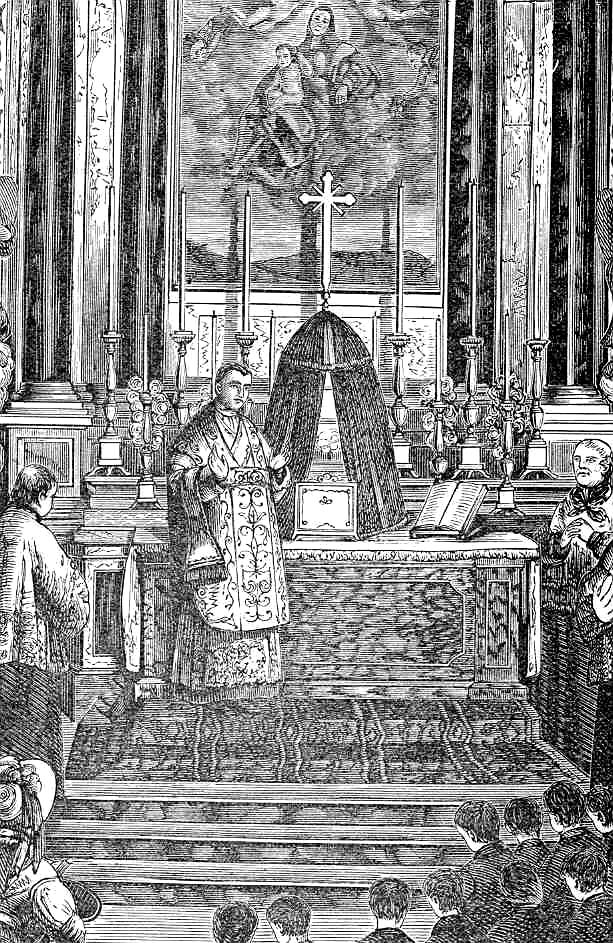
Hình minh họa cho thấy Mastai Ferretti trong Thánh lễ đầu tiên của ông vào năm 1819

Năm 1814, khi còn là sinh viên thần học tại quê nhà Sinigaglia, ông đã gặp Giáo hoàng Pius VII, người đã trở về từ nơi bị giam cầm ở Pháp. Năm 1815, ông gia nhập Đội cận vệ quý tộc của Giáo hoàng nhưng sớm bị sa thải sau một cơn động kinh. Ông đã phó thác mình cho lòng thương xót của Pius VII, người đã nâng đỡ ông và hỗ trợ ông tiếp tục học thần học.

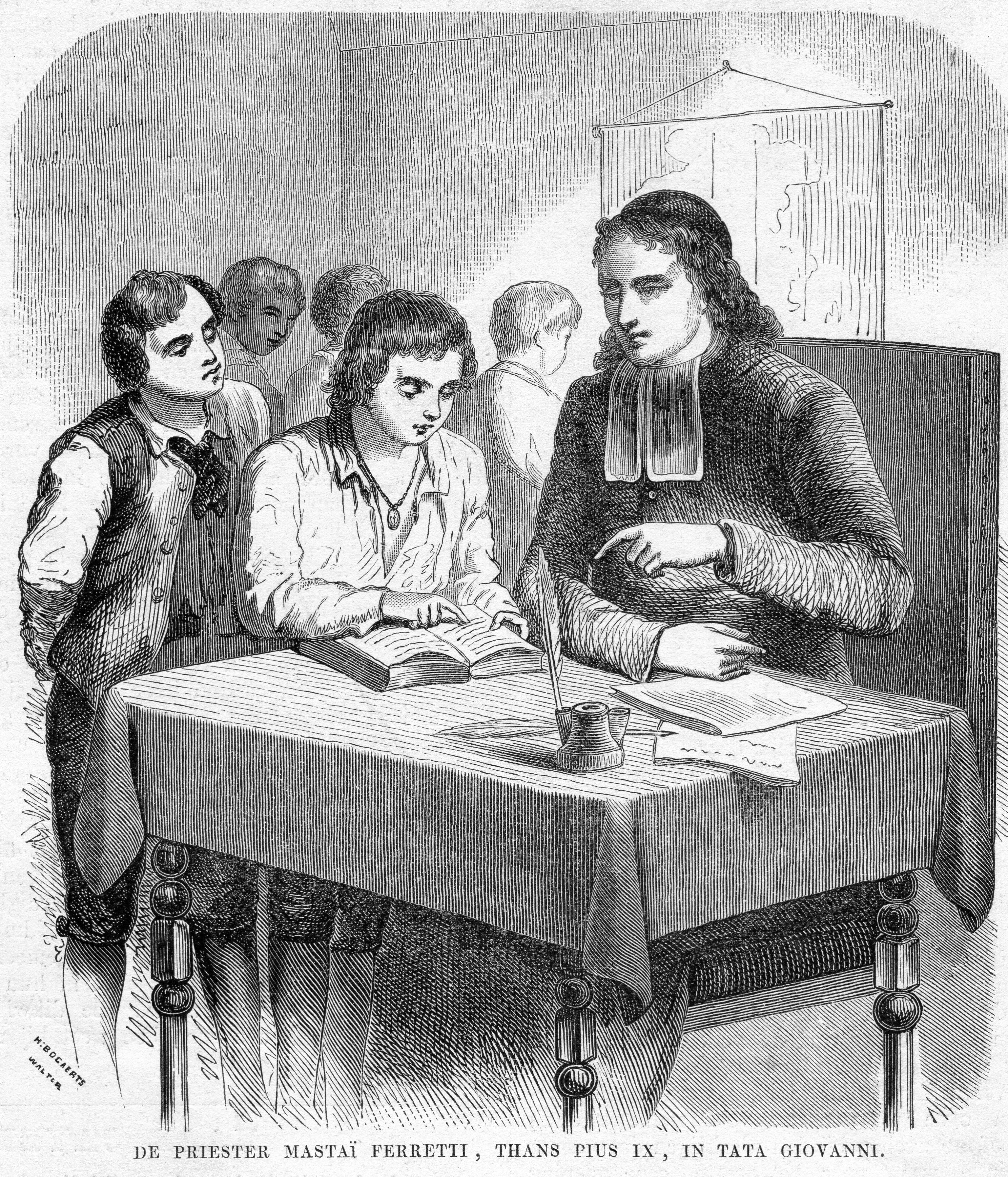
Cha. Giovanni Maria Mastai Ferretti dạy trẻ mồ côi

Mastai được thụ phong linh mục vào ngày 10 tháng 4 năm 1819. Ban đầu, Giáo hoàng đã khăng khăng rằng một linh mục khác sẽ hỗ trợ Mastai trong Thánh lễ, nhưng đã hủy bỏ điều khoản sau khi các cơn động kinh trở nên ít thường xuyên hơn. Ban đầu, ông làm hiệu trưởng của Viện Tata Giovanni ở Rome.
Ngay trước khi qua đời, Pius VII - theo mong muốn của Giám quan tối cao của Chile là Bernardo O'Higgins muốn Giáo hoàng tổ chức lại Giáo hội Công giáo của nước cộng hòa mới - đã bổ nhiệm ông làm kiểm toán viên để hỗ trợ sứ thần tòa thánh, Monsignore Giovanni Muzi, trong sứ mệnh đầu tiên đến Nam Mỹ sau cách mạng. Nhiệm vụ này có mục tiêu vạch ra vai trò của Giáo hội Công giáo tại Chile và mối quan hệ của Giáo hội với nhà nước, nhưng sau khi đến Santiago vào tháng 3 năm 1824, O'Higgins đã bị lật đổ và thay thế bởi Tướng Ramón Freire, người không mấy thiện cảm với Giáo hội và đã thực hiện các biện pháp thù địch như tịch thu tài sản của Giáo hội. Sau khi kết thúc trong thất bại, Mastai đã trở về châu Âu. Tuy nhiên, Mastai là vị giáo hoàng tương lai đầu tiên từng đến châu Mỹ. Khi trở về Rome, người kế nhiệm Pius VII là Giáo hoàng Leo XII, đã bổ nhiệm ông làm giám đốc bệnh viện San Michele a Ripa ở Rome (1825–1827) và là giáo sĩ của Santa Maria ở Via Lata.
Giáo hoàng Leo XII đã bổ nhiệm Mastai Ferretti, 35 tuổi, làm Tổng giám mục Spoleto vào năm 1827. Năm 1831, cuộc cách mạng bất thành bắt đầu ở Công quốc Parma và Công quốc Modena và Reggio đã lan đến Spoleto; Tổng giám mục đã nhận được lệnh ân xá chung sau khi lệnh này bị đàn áp, mang lại cho ông danh tiếng là người theo chủ nghĩa tự do. Trong một trận động đất, ông đã tạo dựng được danh tiếng là một nhà tổ chức hiệu quả các hoạt động cứu trợ và từ thiện lớn. Năm sau, ông được chuyển đến Giáo phận Imola danh giá hơn, được phong làm hồng y in pectore vào năm 1839, và vào năm 1840 được công bố là hồng y-linh mục của Santi Marcellino e Pietro al Laterano. Cũng như ở Spoleto, các ưu tiên giám mục của ông là đào tạo các linh mục thông qua việc cải thiện giáo dục và các hoạt động từ thiện. Ông được biết đến vì đã đến thăm các tù nhân trong tù và các chương trình dành cho trẻ em đường phố. Hồng y Mastai Ferretti được coi là một người theo chủ nghĩa tự do trong thời gian làm giám mục ở Spoleto và Imola vì ông ủng hộ những thay đổi về hành chính tại Lãnh địa Giáo hoàng và đồng cảm với phong trào dân tộc chủ nghĩa ở Bán đảo Ý.

## Giáo hoàng
Ngày 14 tháng 6 năm 1846, Đức Hồng y Mastai Ferretti là ứng viên của những người tự do được bầu làm Giáo hoàng thứ 255 của Giáo hội, ông nhận tên hiệu là Pio IX để tôn vinh Piô VII.
Hồng y Gaysruck của Milanô đến quá chậm nên không thể hoãn lại quyết định không cho ứng cử Giáo hoàng do hoàng đế yêu cầu.
Hồng y Mastai Ferretti đắc cử ngôi Giáo hoàng vào năm 1846, trong bối cảnh kỳ vọng rộng rãi rằng ông sẽ là người ủng hộ cải cách và hiện đại hóa tại Lãnh địa Giáo hoàng, nơi ông trực tiếp cai trị, và trong toàn thể Giáo hội Công giáo. Những người ngưỡng mộ muốn ông lãnh đạo cuộc chiến giành độc lập cho Ý. Sự chuyển hướng sau này của ông sang chủ nghĩa bảo thủ sâu sắc đã gây sốc và làm nản lòng những người ủng hộ ban đầu của ông, trong khi làm ngạc nhiên và thích thú trong những người bảo thủ bảo thủ cũ.

### Bầu cử
Mật nghị Hồng y năm 1846 diễn ra sau khi Giáo hoàng Gregory XVI (1831–1846) qua đời, diễn ra trong bối cảnh chính trị bất ổn tại Bán đảo Ý. Mật nghị chìm trong sự chia rẽ phe phái giữa cánh hữu và cánh tả. Những người bảo thủ bên cánh hữu ủng hộ lập trường cứng rắn và chủ nghĩa chuyên chế của giáo hoàng từ triều đại trước, trong khi những người theo chủ nghĩa tự do ủng hộ các cải cách ôn hòa. Những người bảo thủ ủng hộ Luigi Lambruschini, Hồng y Quốc vụ khanh của cố giáo hoàng. Những người theo chủ nghĩa tự do ủng hộ hai ứng cử viên: Tommaso Pasquale Gizzi và Mastai Ferretti, khi đó 54 tuổi.

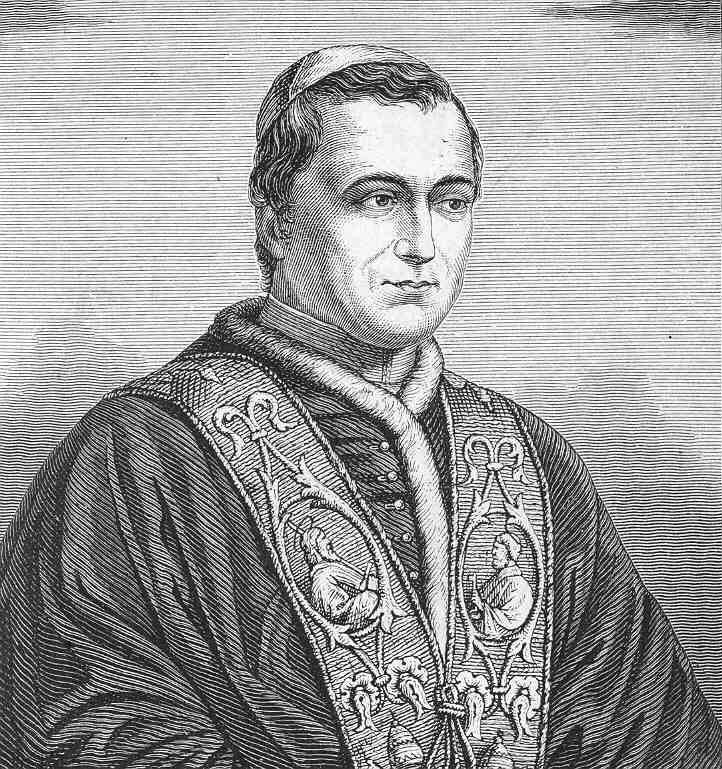
Minh họa về Giáo hoàng Pius IX ngay sau khi được bầu làm giáo hoàng vào năm 1846

Trong vòng bỏ phiếu đầu tiên, Mastai Ferretti nhận được 15 phiếu, số phiếu còn lại thuộc về Lambruschini và Gizzi. Lambruschini nhận được đa số phiếu trong các cuộc bỏ phiếu sớm nhưng không đạt được đa số hai phần ba theo yêu cầu. Gizzi được chính phủ Pháp ủng hộ nhưng không nhận được sự ủng hộ thêm từ các hồng y, và mật nghị cuối cùng đã kết thúc như một cuộc đối đầu giữa Lambruschini và Mastai Ferretti. Trong khi đó, Hồng y Tommaso Bernetti được cho là đã nhận được thông tin rằng Hồng y Karl Kajetan von Gaisruck, Tổng giám mục người Áo của Milan, đang trên đường đến mật nghị để thay mặt cho Hoàng đế Áo Ferdinand I và Hoàng thân Metternich loại trừ việc bầu Mastai Ferretti vào ngôi vị Giáo hoàng theo luật Jus exclusivae. Theo nhà sử học Valérie Pirie, Bernetti nhận ra rằng ông chỉ có vài giờ để ngăn chặn cuộc bầu cử của Lambruschini.
Đối mặt với bế tắc và được Bernetti thuyết phục khẩn cấp từ chối Lambruschini, những người theo chủ nghĩa tự do và ôn hòa đã quyết định bỏ phiếu cho Mastai Ferretti, trong một động thái trái ngược với tâm trạng chung trên khắp châu Âu. Vào buổi tối ngày thứ hai của mật nghị, ngày 16 tháng 6 năm 1846, Mastai Ferretti đã được bầu làm Giáo hoàng. "Ông là một ứng cử viên quyến rũ, nồng nhiệt, giàu cảm xúc với sự hoà nhã và có thành tích hào phóng ngay cả đối với những người chống Giáo sĩ và Carbonari. Ông là một người yêu nước, được biết đến là người chỉ trích cựu Giáo hoàng Gregory XVI bảo thủ." Vì trời đã tối nên không có thông báo chính thức nào được đưa ra, chỉ có tín hiệu khói trắng.
Sáng hôm sau, Hồng y phó tế Tommaso Riario Sforza đã tuyên bố bầu Mastai Ferretti làm Giáo hoàng trước đám đông người Công giáo trung thành. Khi Mastai Ferretti xuất hiện trên ban công, bầu không khí trở nên vui tươi. Mastai Ferretti đã chọn tôn hiệu là Pius IX để vinh danh Giáo hoàng Pius VII (1800–1823), người đã khuyến khích ông theo đuổi ơn gọi linh mục mặc dù ông mắc chứng động kinh khi còn nhỏ. Tuy nhiên, vị giáo hoàng mới có ít kinh nghiệm ngoại giao và không có kinh nghiệm nào về giáo triều. Pius IX đã được trao vương miện vào ngày 21 tháng 6 năm 1846.
Việc bầu chọn Pius IX theo chủ nghĩa tự do đã tạo ra nhiều sự nhiệt tình ở châu Âu và những nơi khác. "Trong hai mươi tháng tiếp theo sau cuộc bầu cử, Pius IX là người đàn ông được yêu thích nhất trên bán đảo Ý, nơi mà người ta thường nghe thấy câu cảm thán "Pius IX muôn năm!". Những người theo đạo Tin Lành Anh ca ngợi ông là "người bạn của ánh sáng" và là nhà cải cách của châu Âu hướng tới tự do và tiến bộ. Ông được bầu mà không chịu ảnh hưởng chính trị thế tục và sống hết mình. Ông là người ngoan đạo, tiến bộ, trí thức, đàng hoàng, thân thiện và cởi mở với tất cả mọi người. Trong khi quan điểm chính trị và chính sách của ông được tranh luận sôi nổi trong những năm tiếp theo, thì lối sống cá nhân của ông lại không thể chê vào đâu được, một hình mẫu của sự giản dị và nghèo khó trong các công việc hàng ngày.

### Quản lý nhà thờ

#### Tập trung hóa

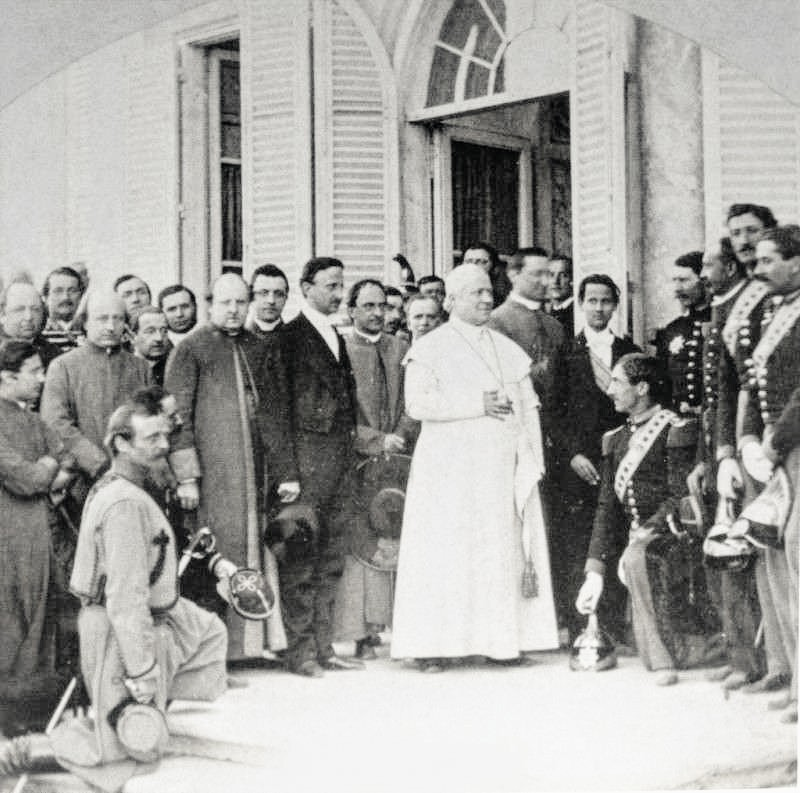
Giáo hoàng Piô IX đang tiếp kiến Vua Francis II của Hai Sicilia, năm 1862

Sự kiện đáng chú ý nhất trong triều đại Giáo hoàng dài của Pius IX là sự kết thúc của Nhà nước Lãnh địa Giáo hoàng, nằm giữa "chiếc ủng Ý" xung quanh khu vực trung tâm của Rome. Ngược lại, ông đã lãnh đạo Giáo hội toàn cầu hướng tới sự tập trung quyền lực và củng cố quyền lực ngày càng tăng ở Rome và giáo hoàng. Hơn những người tiền nhiệm của mình, Pius đã sử dụng bục giảng của giáo hoàng để phát biểu trước các giám mục trên thế giới. Công đồng Vaticanô I (1869–1870), mà ông triệu tập để củng cố quyền lực của giáo hoàng hơn nữa, được coi là một cột mốc không chỉ trong triều đại giáo hoàng của ông mà còn trong lịch sử giáo hội thông qua việc xác định giáo điều về sự bất khả ngộ của Giáo hoàng.

#### Tranh chấp với Giáo hội Công giáo Hy Lạp Melkite
Sau khi Công đồng Vaticanô I kết thúc, một phái viên của Giáo triều Rôma đã được phái đi để đảm bảo chữ ký của Thượng phụ Gregory II Youssef và phần còn lại của phái đoàn Melkite, những người đã bỏ phiếu không chấp thuận tại hội đồng chung và rời khỏi Rome trước khi thông qua hiến chế giáo điều Pastor aeternus về sự bất khả ngộ của Giáo hoàng. Gregory và các giám mục Melkite cuối cùng đã ký vào hiến chế này, nhưng đã thêm điều khoản đủ điều kiện được sử dụng tại Công đồng Florence: "trừ các quyền và đặc quyền của các thượng phụ phương Đông". Điều này khiến Gregory trở thành kẻ thù của Pius IX; trong chuyến thăm tiếp theo của mình tới Lãnh địa Giáo hoàng, trước khi rời Rome, khi Gregory đang quỳ gối, Pius đã quỳ gối lên vai thượng phụ, chỉ nói với ông: Testa dura! (Ông thật bướng bỉnh!). Bất chấp sự kiện này, Gregory và Giáo hội Công giáo Hy Lạp Melkite vẫn cam kết hợp nhất với Tòa thánh.

#### Quyền tôn giáo
Chính sách tôn giáo của Pius IX chủ yếu là bảo vệ quyền của nhà thờ và quyền tự do thực hành tôn giáo cho người Công giáo ở các quốc gia như Đế quốc Nga và Đế quốc Ottoman. Ông cũng đấu tranh chống lại những gì ông cho là triết lý chống Công giáo ở các quốc gia như Ý, Đức và Pháp. Đế quốc Đức đã tìm cách hạn chế và làm suy yếu Giáo hội trong một thập kỷ sau Chiến tranh Pháp-Phổ.

#### Các lễ kỷ niệm

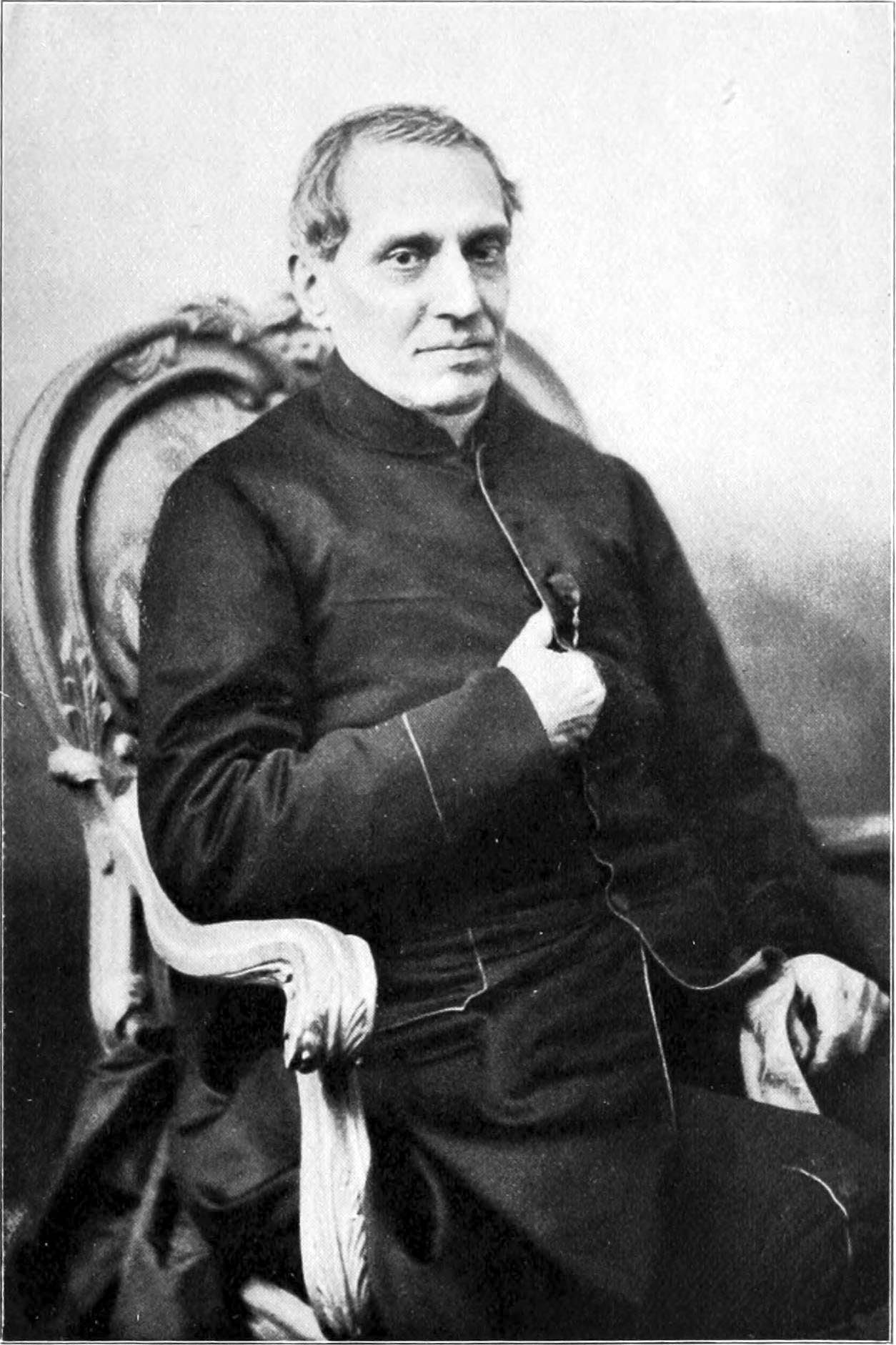
Hồng Y Giacomo Antonelli, Quốc Vụ Khanh của Giáo hoàng Piô IX

Pius IX đã thực hiện một số lễ kỷ niệm, bao gồm lễ kỷ niệm 300 năm Công đồng Trentô. Pius đã kỷ niệm 1.800 năm ngày tử đạo của Thánh tông đồ Phêrô và Thánh tông đồ Phaolô vào ngày 29 tháng 6 năm 1867 với 512 giám mục, 20.000 linh mục và 140.000 giáo dân tại Rome. Một cuộc tụ họp lớn đã được tổ chức vào năm 1871 để kỷ niệm 25 năm ngày ông lên ngôi Giáo hoàng. Mặc dù chính phủ Ý vào năm 1870 đã cấm nhiều cuộc hành hương phổ biến, nhưng các tín đồ của Bologna đã tổ chức một "cuộc hành hương tâm linh" trên toàn quốc đến Vatican và lăng mộ của các tông đồ vào năm 1873. Vào năm 1875, Pius đã tuyên bố một Năm Thánh được cử hành trên khắp thế giới Công giáo. Vào kỷ niệm 50 năm ngày tấn phong giám mục của mình, mọi người từ khắp nơi trên thế giới đã đến gặp vị giáo hoàng già từ ngày 30 tháng 4 năm 1877 đến ngày 15 tháng 6 năm 1877. Ông hơi nhút nhát, nhưng ông coi trọng sáng kiến trong nhà thờ và đã tạo ra một số tước hiệu, giải thưởng và huân chương mới để nâng cao những người mà theo quan điểm của ông là xứng đáng với công trạng.

#### Công nghị
Pius IX đã bổ nhiệm 122 hồng y mới, trong số đó có 64 người còn sống khi ông qua đời; vào thời điểm đó, số lượng thành viên trong Hồng y Đoàn chỉ giới hạn ở 70 người. Những người được bổ nhiệm đáng chú ý bao gồm Vincenzo Pecci (người kế nhiệm cuối cùng của ông là Leo XIII); Nicholas Wiseman của Westminster; người cải đạo Henry Edward Manning; và John McCloskey, hồng y người Mỹ đầu tiên.
Theo Giám mục Cipriano Calderón, Giáo hoàng có ý định phong Tổng giáo phận Công giáo La Mã Morelia là Juan Cayetano Gómez de Portugal y Solís, làm hồng y vào năm 1850 và thậm chí còn yêu cầu Hồng y Giacomo Antonelli gửi thư cho ông để bày tỏ ý định của mình. Ông sẽ là hồng y đầu tiên của Mỹ Latinh nếu ông không qua đời trước khi có công nghị tiếp theo. Theo tu sĩ dòng Biển Đức Guy-Marie Oury, một lá thư do Prosper Guéranger gửi cho người đồng nghiệp dòng Biển Đức Léandre Fonteinne vào ngày 6 tháng 3 năm 1856 cho biết Guéranger đã biết rằng Pius IX muốn phong ông làm hồng y vào tháng 11 năm 1855, nhưng ông đã từ chối vinh dự này vì không muốn sống ở Rome. Do đó, Pius IX đã phong Giám mục La Rochelle là Clément Villecourt làm hồng y thay thế.
Vào ngày 22 tháng 8 năm 1861, Giáo hoàng thông báo với Thượng phụ của Venice là Angelo Ramazzotti rằng ngài sẽ bổ nhiệm ông làm hồng y, tuy nhiên, Ramazzoti đã qua đời ba ngày trước khi diễn ra công nghị. Cũng trong năm 1861, Tông Tòa Thượng thẩm Rôta là Ignazio Alberghini đã từ chối lời đề nghị của Giáo hoàng về việc đề cử vào Hội đồng Thánh. Vào tháng 12 năm 1863, Pius IX có ý định nâng Tổng giám mục Gniezno và Poznań là Leon Michał Przyłuski lên hàng hồng y, nhưng ông đã qua đời trước khi công nghị diễn ra. Năm 1866, Pius IX muốn đề cử một Barnabite vào Hồng y Đoàn trước khi ông khai mạc Công đồng Vaticanô I. Trong khi Giáo hoàng ban đầu quyết định bổ nhiệm Carlo Vercellone, một học giả Kinh thánh nổi tiếng, Vercellone đã từ chối vì sức khỏe không ổn định, thay vào đó đề xuất Giáo hoàng Pius IX đề cử Luigi Bilio. Năm 1868, Pius IX đề cử Andre Pila vào hàng hồng y, tuy nhiên, ông đã qua đời một ngày trước khi ông được nâng hàng Hồng y trong công nghị vào tháng 4 năm đó. Cũng trong năm 1868, Pius IX đã đề nghị chức hồng y cho Giám mục của Concepción là José Hipólito Salas, người mà ông đã gặp trong Công đồng Vaticanô lần thứ nhất, mời ông tham gia Giáo triều Rôma. Tuy nhiên, giám mục thích sống ở Chile và từ chối lời đề nghị, trong khi Pius IX không đề nghị thêm lần nào nữa trong tương lai.
Năm 1875, Pius IX có ý định đề cử almoner Xavier de Mérode vào Hội đồng Thánh, tuy nhiên, ông đã qua đời chỉ tám tháng trước khi công nghị được tổ chức. Pius IX cũng quyết định đề cử Augusto Negroni [pl], một viên chức lâu năm của Giáo triều, nhưng ông đã từ chối và thay vào đó gia nhập Dòng Tên vào giữa năm 1874.

#### Phong thánh và phong chân phước
Giáo hoàng Pius IX đã phong thánh cho 52 cá nhân trong triều đại của mình. Ông đã phong thánh cho những vị thánh đáng chú ý như các vị tử đạo ở Nhật Bản (ngày 8 tháng 6 năm 1862), Josaphat Kuntsevych (ngày 29 tháng 6 năm 1867) và Nicholas Pieck (ngày 29 tháng 6 năm 1867). Pius IX đã phong chân phước cho 222 cá nhân trong suốt triều đại Giáo hoàng của mình, bao gồm Benedict Joseph Labre, Peter Claver và hai người tiền nhiệm của ông là Giáo hoàng Eugene III và Giáo hoàng Urban V.

#### Tiến sĩ Hội Thánh
Pius IX đã phong ba Tiến sĩ Hội Thánh mới: Hilariô thành Pictavium (ngày 13 tháng 5 năm 1851, phong ông là "Doctor divinitatem Christi" hoặc "Tiến sĩ về Thiên tính của Chúa Kitô"), Alfonso Maria de' Liguori (ngày 23 tháng 3 năm 1871, phong ông là "Doctor zelantissimus" hoặc "Tiến sĩ nhiệt thành nhất"), và Francis de Sales (ngày 19 tháng 7 năm 1877, phong ông là "Doctor caritatis" hoặc "Tiến sĩ bác ái").

## Chủ quyền của Lãnh địa Giáo hoàng

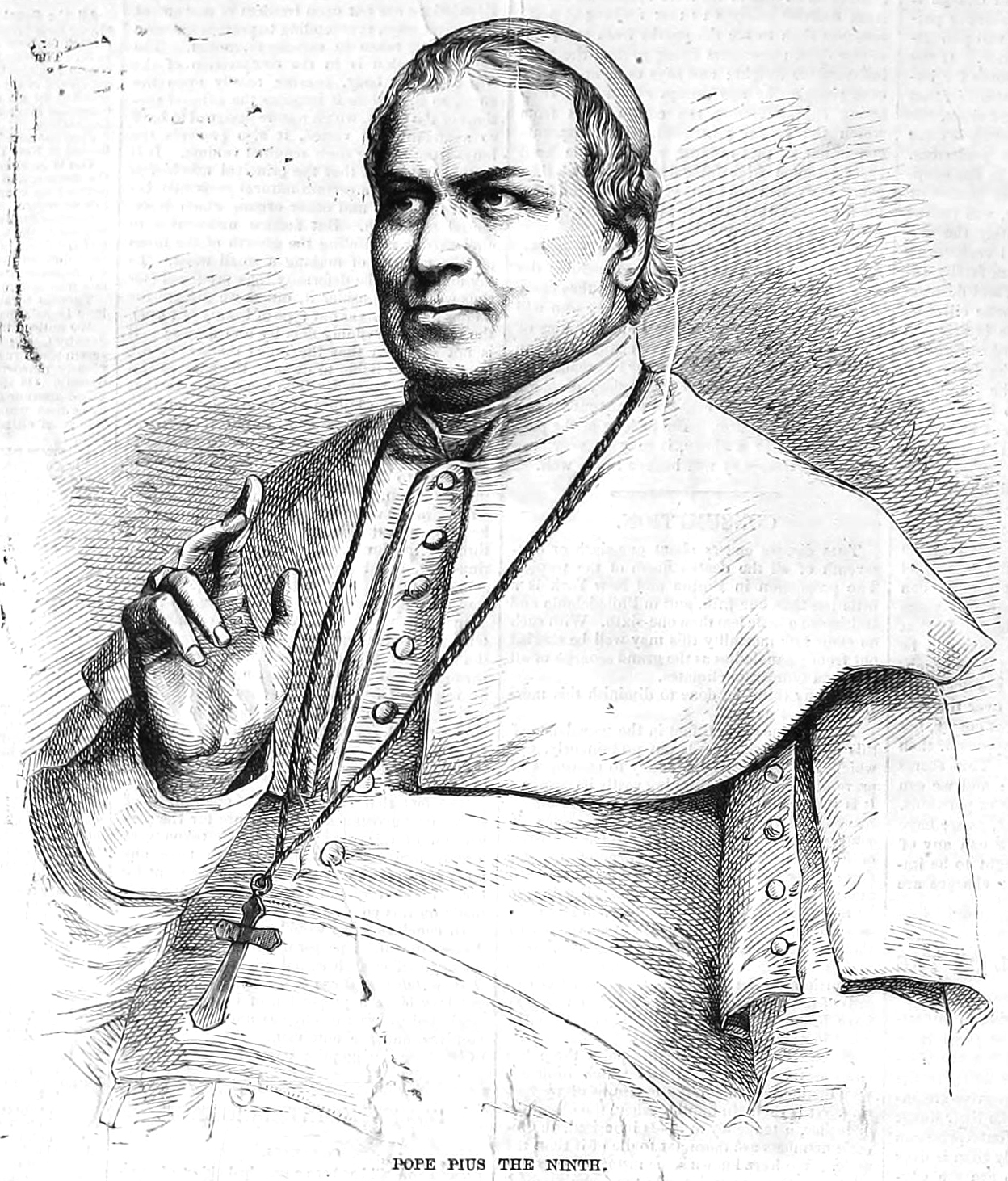
Giáo hoàng Pius IX được mô tả trong Tuần báo Harper năm 1867

Pius IX không chỉ là Giáo hoàng, mà cho đến năm 1870 còn là người cai trị có chủ quyền cuối cùng của Lãnh địa Giáo hoàng. Là một người cai trị thế tục, đôi khi ông được gọi là "vua", mặc dù không rõ liệu Tòa thánh có bao giờ chấp nhận danh hiệu này hay không. Ignaz von Döllinger, một nhà phê bình nhiệt thành về giáo điều bất khả ngộ của Pius, coi chế độ chính trị của Giáo hoàng tại các Lãnh địa Giáo hoàng là "khôn ngoan, có ý định tốt, tính tình ôn hòa, tiết kiệm và cởi mở với những đổi mới". Tuy nhiên, vẫn có tranh cãi. Trong giai đoạn trước các cuộc cách mạng năm 1848, Pius là một nhà cải cách nhiệt thành nhất được cố vấn bởi những nhà tư tưởng đổi mới như Antonio Rosmini (1797–1855), người đã hòa giải tư tưởng tự do mới liên quan đến quyền con người với truyền thống luật tự nhiên cổ điển của giáo lý chính trị và kinh tế của nhà thờ về công bằng xã hội. Tuy nhiên, sau cuộc cách mạng, các cải cách chính trị và cải thiện hiến pháp của ông rất nhỏ giọt, phần lớn vẫn nằm trong khuôn khổ của các luật năm 1850 được đề cập ở trên.

### Cải cách trong Lãnh địa Giáo hoàng
Các chính sách tự do của Pius IX ban đầu khiến ông rất được yêu thích trên khắp Bán đảo Ý. Ông đã bổ nhiệm một mục sư có năng lực và sáng suốt là Pellegrino Rossi, để quản lý Lãnh địa Giáo hoàng. Ông cũng tỏ ra thù địch với những ảnh hưởng chuyên chế và bảo thủ của Đế quốc Áo, làm vui lòng những người yêu nước Ý, những người ca ngợi ông là vị cứu chuộc sắp tới của Ý. "Họ muốn biến tôi thành một Napoleon, người chỉ là một mục sư nghèo ở nông thôn", ông đã từng tuyên bố.
Trong những năm đầu của Pius với tư cách là Giáo hoàng, chính phủ của Lãnh địa Giáo hoàng đã cải thiện công nghệ nông nghiệp và năng suất thông qua giáo dục nông dân tại các viện khoa học nông nghiệp mới thành lập. Chính phủ bãi bỏ các yêu cầu đối với người Do Thái phải tham dự các buổi lễ và bài giảng của Cơ đốc giáo và mở các tổ chức từ thiện của Giáo hoàng cho những người nghèo trong số họ. Giáo hoàng mới đã trả tự do cho tất cả các tù nhân chính trị bằng cách ân xá cho những người cách mạng, điều này đã làm kinh hoàng các chế độ quân chủ bảo thủ như Đế quốc Áo và những nơi khác. "Ông được tôn vinh ở Thành phố New York, London và Berlin như một nhà cai trị mẫu mực."

### Cấu trúc chính quyền
Năm 1848, Pius IX đã ban hành một hiến pháp mới có tên là "Quy chế cơ bản cho Chính quyền thế tục của Lãnh địa Giáo hoàng". Cấu trúc chính quyền của Lãnh địa Giáo hoàng phản ánh bản chất thế tục-tâm linh kép của Giáo hoàng. Những người thế tục hoặc giáo dân chiếm đa số với 6.850 người so với 300 thành viên của giáo sĩ. Tuy nhiên, giáo sĩ đã đưa ra các quyết định quan trọng và mọi ứng viên xin việc đều phải trình bày đánh giá về nhân cách của cha xứ để được xem xét.

### Tài chính và tiền tệ

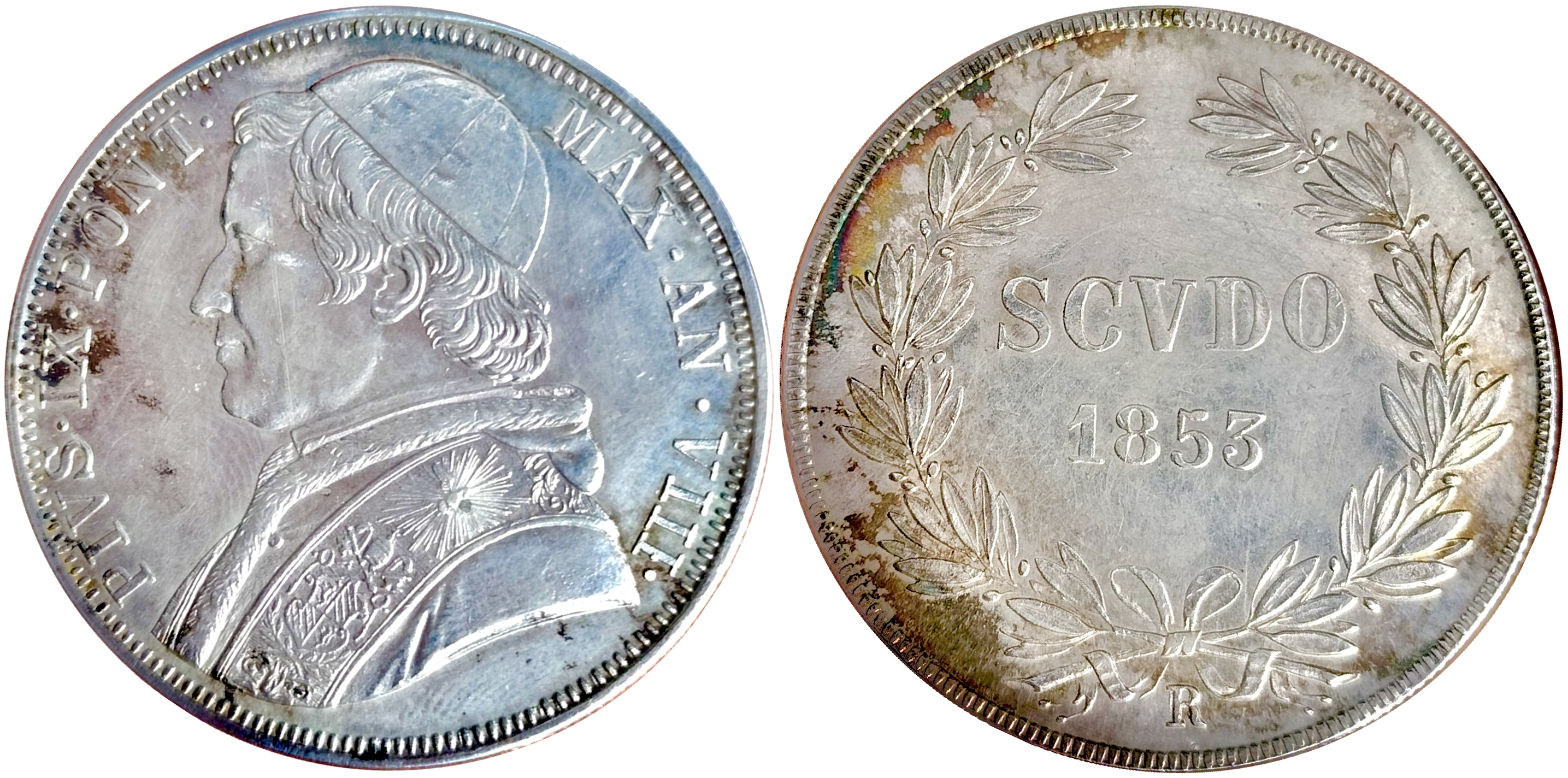
Xu bạc: 1 scudo Lãnh địa Giáo hoàng được đúc năm 1853, mặt trước là chân dung của Giáo hoàng Pius IX

Việc quản lý tài chính tại Lãnh địa Giáo hoàng dưới thời Pius IX ngày càng được giao cho những giáo dân. Ngân sách và việc quản lý tài chính tại Lãnh địa Giáo hoàng từ lâu đã phải chịu sự chỉ trích ngay cả trước thời Pius IX. Năm 1850, ông đã thành lập một cơ quan tài chính của chính phủ ("giáo đoàn") bao gồm bốn giáo dân có nền tảng tài chính cho 20 tỉnh. Sau khi gia nhập Liên minh tiền tệ La Tinh năm 1866, đồng scudo La Mã cũ đã được thay thế bằng đồng lira Giáo hoàng mới.

### Thương mại và buôn bán
Pius IX được ghi nhận là người thể hiện những nỗ lực có hệ thống nhằm cải thiện sản xuất và thương mại bằng cách trao các lợi thế và giải thưởng của Giáo hoàng cho những nhà sản xuất len, lụa và các vật liệu khác trong nước để xuất khẩu. Ông đã cải thiện hệ thống giao thông bằng cách xây dựng đường bộ, cầu cạn, cầu và cảng biển. Một loạt các tuyến đường sắt mới kết nối Lãnh địa Giáo hoàng với miền bắc Bán đảo Ý. Người ta sớm nhận ra rằng người Ý ở miền Bắc giỏi khai thác kinh tế các phương tiện truyền thông hiện đại hơn người dân ở miền Trung và miền Nam Bán đảo Ý.

### Luật pháp
Hệ thống tư pháp của Lãnh địa Giáo hoàng phải chịu nhiều chỉ trích, không khác gì các hệ thống tư pháp ở phần còn lại của Bán đảo Ý. Sách luật khan hiếm, các tiêu chuẩn không nhất quán và các thẩm phán thường bị buộc tội thiên vị. Ở Lãnh địa Giáo hoàng và trên khắp Bán đảo Ý, các băng nhóm tội phạm có tổ chức đe dọa thương mại và khách du lịch, tham gia vào các vụ cướp và giết người tùy ý.

### Quân đội

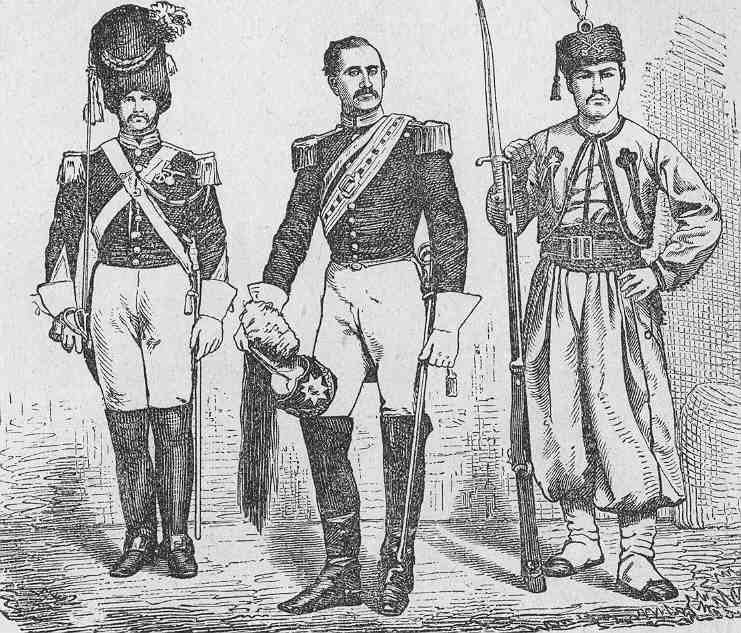
Cận vệ Giáo hoàng năm 1860

Quân đội Giáo hoàng năm 1859 có 15.000 binh lính. Một lực lượng quân sự riêng biệt, Đội Vệ binh Thụy Sĩ tinh nhuệ, đóng vai trò là vệ sĩ riêng của Giáo hoàng.

### Các trường đại học
Hai trường đại học của Giáo hoàng ở Rome và Bologna đã chịu nhiều ảnh hưởng từ các hoạt động cách mạng vào năm 1848, nhưng các tiêu chuẩn của họ trong các lĩnh vực khoa học, toán học, triết học và thần học được coi là đầy đủ.[40] Pius nhận ra rằng cần phải làm nhiều việc và thành lập một ủy ban cải cách vào năm 1851.
Trong nhiệm kỳ của mình, những người Công giáo và Tin Lành đã hợp tác để thành lập một trường học ở Rome để nghiên cứu luật pháp quốc tế và đào tạo các nhà hòa giải quốc tế để giải quyết xung đột.
Có một tờ báo là L'Osservatore Romano, và một tạp chí là La Civiltà Cattolica, do các tu sĩ Dòng Tên điều hành.

### Nghệ thuật
Giống như hầu hết những người tiền nhiệm của mình, Pius IX là người bảo trợ cho nghệ thuật. Ông ủng hộ kiến trúc, hội họa, điêu khắc, âm nhạc, kim hoàn, đúc đồng, v.v., và trao nhiều giải thưởng cho các nghệ sĩ. Phần lớn nỗ lực của ông dành cho việc cải tạo và nâng cấp các nhà thờ ở Rome và Lãnh địa Giáo hoàng.
Ông đã cho gia cố Đấu trường La Mã, nơi mà ông lo sợ đang bên bờ vực sụp đổ. Người ta đã chi một khoản tiền lớn cho việc khai quật các Hầm mộ Thiên chúa giáo ở Rome, nơi Pius đã thành lập một ủy ban khảo cổ học mới vào năm 1853.

### Người Do Thái
Lãnh địa Giáo hoàng là một chế độ thần quyền trong đó Giáo hội Công giáo và các thành viên của nó có nhiều quyền hơn hẳn các tôn giáo khác. Các chính sách tôn giáo của Pius IX ngày càng trở nên phản động theo thời gian. Vào đầu triều đại của mình, cùng với các biện pháp tự do khác, Pius đã mở cửa khu ổ chuột Do Thái ở Rome, giải phóng người Do Thái đến cư trú ở nơi khác. Năm 1850, sau khi quân đội Pháp đánh bại Cộng hòa La Mã cách mạng và đưa ông trở về từ nơi Rome, Giáo hoàng đã đảo ngược luật tự do tôn giáo của Cộng hòa và ban hành một loạt các biện pháp chống lại chủ nghĩa tự do, bao gồm cả việc tái lập khu ổ chuột Do Thái.
Trong một vụ án được công khai rộng rãi vào năm 1858, cảnh sát của Lãnh địa Giáo hoàng đã bắt giữ một cậu bé Do Thái 6 tuổi, Edgardo Mortara, từ cha mẹ cậu. Một cô hầu gái theo đạo Công giáo không có quan hệ họ hàng với gia đình đã tuyên bố rằng cô đã làm lễ rửa tội không chính thức cho cậu bé trong một lần bị bệnh sáu năm trước đó, vì sợ rằng cậu bé sẽ chết. Điều này đã khiến đứa trẻ trở thành người cải đạo theo đạo Công giáo hợp pháp, và luật của Giáo hoàng cấm những người theo đạo Công giáo được người Do Thái nuôi dưỡng, ngay cả cha mẹ của họ. Sự việc này đã gây ra sự phẫn nộ rộng rãi trong những người theo chủ nghĩa tự do, cả Công giáo và không theo Công giáo, và góp phần vào tình cảm chống Giáo hoàng ngày càng gia tăng ở châu Âu. Cậu bé được nuôi dưỡng trong gia đình giáo hoàng, và cuối cùng được thụ phong linh mục ở tuổi 21.

## Chính sách đối với các quốc gia khác

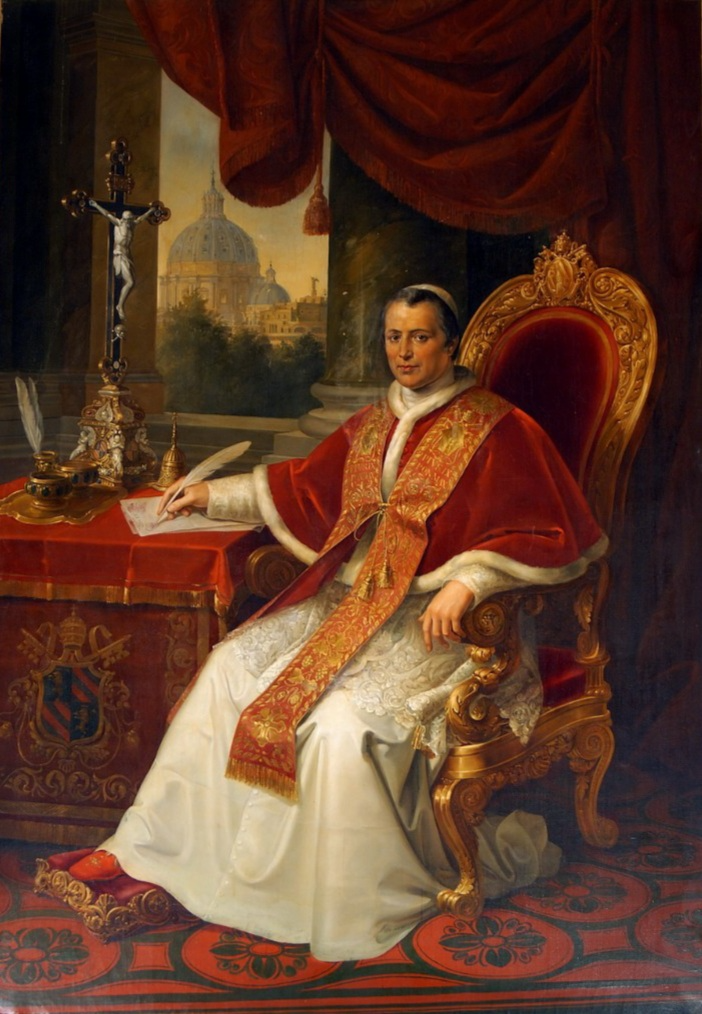
Chân dung Giáo hoàng Pius IX, 1847

Pius IX là vị Giáo hoàng cuối cùng giữ vai trò như một nhà cai trị thế tục và là quốc vương của Lãnh địa Giáo hoàng, cai trị khoảng 3 triệu thần dân từ năm 1846 đến năm 1870, khi Vương quốc Ý mới thành lập đã chiếm giữ các khu vực còn lại của Lãnh địa Giáo hoàng bằng vũ lực. Tranh chấp giữa Ý và Giáo hoàng chỉ được giải quyết hợp pháp bằng Hiệp ước Lateran năm 1929 (Hiệp ước Lateran hoặc Hiệp định Lateran) giữa Vương quốc Ý dưới thời nhà độc tài Benito Mussolini và Tòa thánh, sau này nhận được khoản bồi thường tài chính cho việc mất Lãnh địa Giáo hoàng và công nhận Thành Vatican là lãnh thổ độc lập có chủ quyền của Tòa thánh.

### Cách mạng 1848 ở Ý
Mặc dù ông nhận thức rõ khi lên ngôi về áp lực chính trị trong Lãnh địa Giáo hoàng, hành động đầu tiên của Pius IX là một lệnh ân xá chung cho các tù nhân chính trị, bất chấp những hậu quả tiềm tàng. Những người cách mạng được trả tự do đã tiếp tục các hoạt động chính trị trước đây của họ, và những nhượng bộ của ông chỉ gây ra nhiều yêu cầu hơn khi các nhóm người Ý yêu nước không chỉ tìm kiếm một chính phủ lập hiến - điều mà ông đồng cảm - mà còn thống nhất nước Ý dưới sự lãnh đạo của ông và một cuộc chiến tranh giải phóng để giải phóng các tỉnh miền bắc Ý khỏi sự cai trị của Đế quốc Áo theo Công giáo. Đến đầu năm 1848, toàn bộ Tây Âu bắt đầu bị rung chuyển trong các phong trào cách mạng khác nhau.[48] Giáo hoàng, tuyên bố đứng trên lợi ích quốc gia, đã từ chối tham chiến với Áo, điều này đã đảo ngược sự nổi tiếng của Pius ở quê hương Ý của ông. Trong một động thái được tính toán và chuẩn bị kỹ lưỡng, Thủ tướng Rossi đã bị ám sát vào ngày 15 tháng 11 năm 1848, và trong những ngày sau đó, Lực lượng Vệ binh Thụy Sĩ đã bị tước vũ khí, khiến Giáo hoàng trở thành tù nhân trong cung điện của mình. Tuy nhiên, ông đã trốn thoát thành công khỏi Rome vài ngày sau đó.
Cộng hòa La Mã được tuyên bố vào tháng 2 năm 1849. Pius đã phản ứng từ nơi lưu vong của mình bằng cách rút phép thông công tất cả những người tham gia. Sau khi nền cộng hòa bị đàn áp vào cuối năm đó, Pius đã bổ nhiệm một chính phủ bảo thủ gồm ba hồng y được gọi là Tam hùng đỏ để quản lý Lãnh địa Giáo hoàng cho đến khi ông trở về Rome vào tháng 4 năm 1850.
Ông đã đến thăm các bệnh viện để an ủi những người bị thương và ốm yếu, nhưng ông dường như đã mất cả sở thích tự do và lòng tin của mình vào người Rome, những người đã quay lưng lại với ông vào năm 1848. Pius quyết định chuyển nơi cư trú của mình từ Cung điện Quirinal bên trong Rome đến Thành Vatican, nơi các Giáo hoàng đã sống kể từ đó.

### Sự kết thúc của Lãnh địa Giáo hoàng

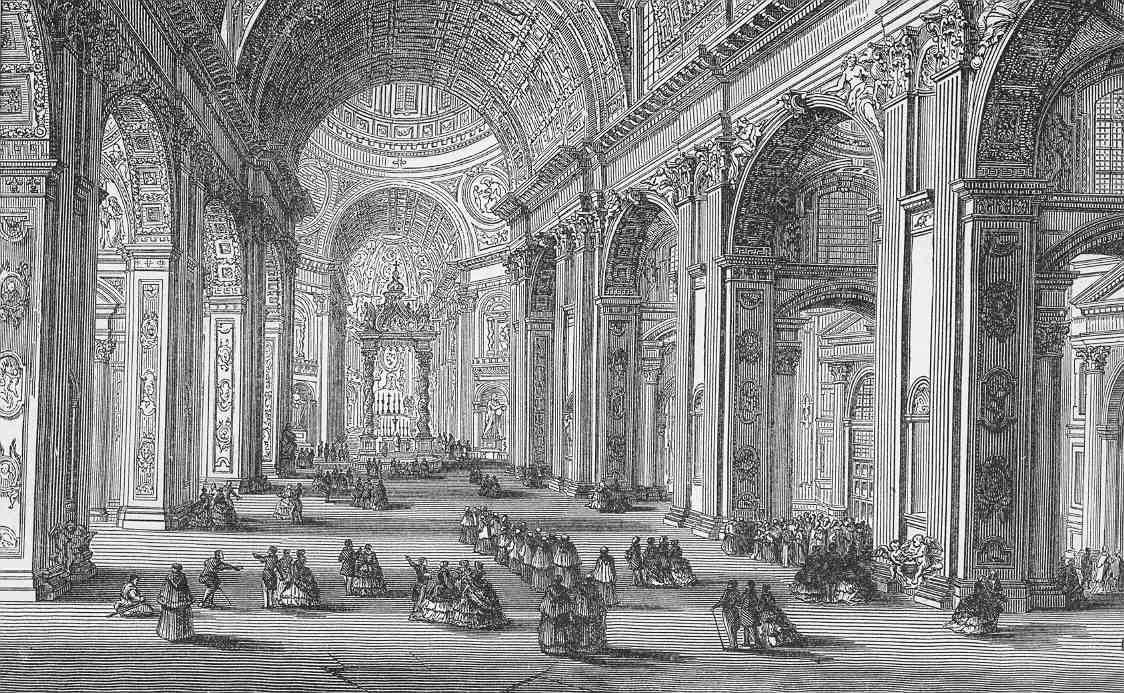
Hình minh họa bên trong Vương cung thánh đường Thánh Peter vào những năm 1870, do John Gilmary Shea xuất bản

Sau khi đánh bại quân đội Giáo hoàng vào ngày 18 tháng 9 năm 1860 tại Trận Castelfidardo, và vào ngày 30 tháng 9 tại Ancona, Vua Victor Emmanuel II của Sardinia đã chiếm tất cả các lãnh thổ của Giáo hoàng ngoại trừ Latium với Rome và lấy danh hiệu Vua của Ý. Bản thân Rome đã bị xâm lược vào ngày 20 tháng 9 năm 1870, sau một cuộc bao vây kéo dài vài giờ. Ý đã ban hành Luật Bảo đảm (ngày 13 tháng 5 năm 1871) cho phép Giáo hoàng sử dụng Vatican nhưng từ chối quyền tối cao của ông đối với lãnh thổ này, tuy nhiên vẫn trao cho ông quyền gửi và tiếp nhận đại sứ và ngân sách 3,25 triệu lira hàng năm. Pius IX đã chính thức từ chối lời đề nghị này (thông điệp Ubi nos, ngày 15 tháng 5 năm 1871), vì đây là một quyết định đơn phương không công nhận Giáo hoàng trên trường quốc tế và có thể bị quốc hội thế tục thay đổi bất kỳ lúc nào.
Pius IX đã từ chối công nhận tính hợp pháp Vương quốc Ý mới, mà ông lên án là một sáng tạo bất hợp pháp của cuộc cách mạng. Ông đã rút phép thông công các nhà lãnh đạo quốc gia, bao gồm cả Vua Victor Emmanuel II, người mà ông lên án là "quên hết mọi nguyên tắc tôn giáo, coi thường mọi quyền lợi, chà đạp mọi luật lệ", do đó, triều đại của ông ở Ý là "một sự chiếm đoạt phạm thánh".

### Mexico

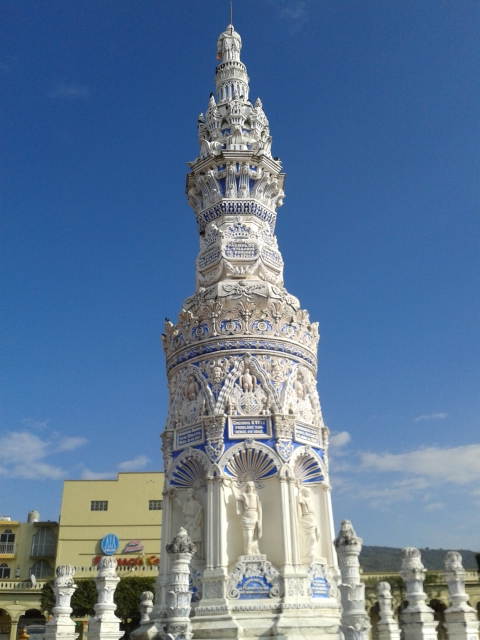
Đài tưởng niệm tôn vinh Giáo hoàng Pius IX ở Jalisco, Mexico

Để ứng phó với những biến động mà Lãnh địa Giáo hoàng phải đối mặt trong các cuộc cách mạng năm 1848, chính phủ Mexico đã đề nghị Giáo hoàng Pius IX tị nạn, và Giáo hoàng đã đáp lại bằng cách cân nhắc việc phong một hồng y người Mexico và trao giải thưởng cho Tổng thống José Joaquín de Herrera.
Với sự can thiệp quân sự của Hoàng đế Pháp Napoleon III vào Mexico và việc thành lập Đệ nhị Đế chế Mexico dưới thời Maximilian I vào năm 1864, nhà thờ đã tìm kiếm sự cứu trợ từ một chính phủ thân thiện sau các hành động chống giáo sĩ của Benito Juárez, người đã đình chỉ thanh toán nợ nước ngoài và tịch thu tài sản của Giáo hội.
Pius đã ban phước cho Maximilian và vợ là Charlotte của Bỉ trước khi họ lên đường đến Mexico để bắt đầu tiếp nhận ngai vàng của mình. Nhưng sự bất hòa giữa Vatican và Mexico vẫn tiếp tục với vị hoàng đế mới khi Maximilian nhấn mạnh vào quyền tự do tôn giáo, điều mà Pius phản đối. Mối quan hệ với Vatican chỉ được nối lại khi Maximilian cử linh mục Công giáo người Mỹ mới cải đạo là Cha Agustin Fischer đến Rome làm phái viên của mình.
Trái ngược với các báo cáo của Fischer gửi lại cho Maximilian, các cuộc đàm phán đã không diễn ra tốt đẹp và Vatican không có động thái gì. Maximilian đã cử vợ mình là Charlotte đến châu Âu để cầu xin Napoleon III không rút quân Pháp khỏi Mexico. Sau các cuộc họp không thành công với Napoleon III, Charlotte đã đến Rome để cầu xin Giáo hoàng Pius vào năm 1866. Khi những ngày trôi qua, tình trạng tinh thần của Charlotte ngày càng xấu đi. Bà đã tìm đến nơi ẩn náu của Giáo hoàng và chỉ ăn uống những gì được chuẩn bị cho ông, vì sợ rằng mọi thứ khác có thể bị đầu độc. Giáo hoàng, mặc dù lo lắng, đã chiều chuộng bà và thậm chí còn đồng ý cho bà ở lại Vatican một đêm sau khi bà lên tiếng lo lắng về sự an toàn của mình. Bà và trợ lý của bà là những người phụ nữ đầu tiên ở lại qua đêm bên trong Vatican.

### Anh và xứ Wales
Trong nhiều thế kỷ, Anh được coi là lãnh thổ truyền giáo của Giáo hội Công giáo. Sau khi Công giáo bị hạn chế ở Vương quốc Anh (bao gồm toàn bộ Ireland), Pius IX đã thay đổi điều đó bằng sắc lệnh Universalis Ecclesiae (ngày 29 tháng 9 năm 1850). Ông đã tái lập hệ thống cấp bậc Công giáo ở Anh và xứ Wales, dưới sự chỉ định của Tổng giám mục và Hồng y Nicholas Wiseman mới được bổ nhiệm với 12 ghế giám mục bổ sung: Southwark, Hexham, Beverley, Liverpool, Salford, Shrewsbury, Newport, Clifton, Plymouth, Nottingham, Birmingham và Northampton. Một số cuộc biểu tình bạo lực trên đường phố phản đối "sự xâm lược của Giáo hoàng" đã dẫn đến việc thông qua Đạo luật về danh hiệu tôn giáo năm 1851, cấm bất kỳ giám mục Công giáo nào sử dụng danh hiệu giám mục "của bất kỳ thành phố, thị trấn hoặc địa điểm nào, hoặc của bất kỳ lãnh thổ hoặc hạt nào (dưới bất kỳ tên gọi hoặc mô tả nào), tại Vương quốc Anh". Luật này không bao giờ được thực thi và đã bị bãi bỏ 20 năm sau đó.

### Ireland
Giáo hoàng Pius IX đã quyên góp tiền cho Ireland trong thời kỳ Đại nạn đói. Năm 1847, ông đã nói chuyện với người dân Ireland đang đau khổ trong thông điệp Praedecessores nostros.

### Hà Lan
Chính phủ Hà Lan đã thiết lập quyền tự do tôn giáo cho người Công giáo vào năm 1848. Năm 1853, Pius đã thành lập Tổng giáo phận Utrecht và 4 giáo phận ở Haarlem, Den Bosch, Breda và Roermond dưới quyền của Tổng giáo phận này. Giống như ở Anh, điều này dẫn đến một sự bùng nổ ngắn ngủi của tình cảm chống Công giáo trong quần chúng.

### Tây Ban Nha
Theo truyền thống, Tây Ban Nha theo Công giáo đã đưa ra một thách thức đối với Giáo hoàng Pius IX khi các chính phủ chống giáo sĩ lên nắm quyền vào năm 1832, dẫn đến việc trục xuất các dòng tu; đóng cửa các tu viện, trường học Công giáo và thư viện; tịch thu và bán các nhà thờ và tài sản tôn giáo; và nhà thờ không có khả năng lấp đầy các giáo phận bỏ trống. Năm 1851, Giáo hoàng Pius IX đã ký một hiệp ước với Nữ vương Isabella II quy định rằng các tài sản của giáo hội chưa bán được sẽ được trả lại, trong khi nhà thờ từ bỏ các tài sản đã chuyển cho chủ sở hữu mới. Sự linh hoạt này của Giá hoàng đã dẫn đến việc Tây Ban Nha đảm bảo quyền tự do của nhà thờ trong giáo dục tôn giáo.

### Hoa Kỳ

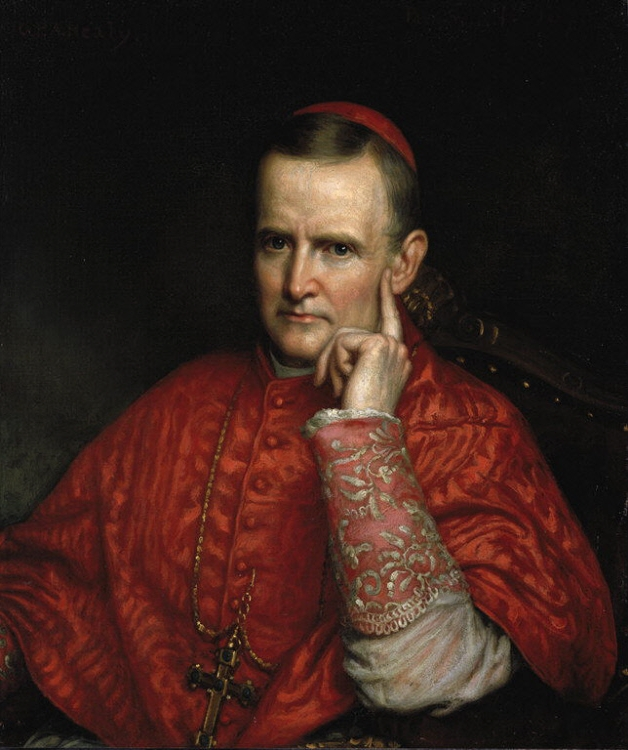
Pius IX đã nâng John McCloskey lên làm Hồng y và là người Mỹ đầu tiên vào Hồng y Đoàn vào ngày 15 tháng 3 năm 1875

Giáo hoàng Pius IX đã chấp thuận yêu cầu nhất trí của các giám mục Hoa Kỳ rằng Đức Mẹ vô nhiễm nguyên tội được cầu khẩn làm Bổn mạng của Hoa Kỳ vào ngày 7 tháng 2 năm 1847.
Bắt đầu từ tháng 10 năm 1862, Giáo hoàng bắt đầu gửi thư công khai cho các giám mục Công giáo Hoa Kỳ kêu gọi chấm dứt "Nội chiến tàn khốc". Vatican không bao giờ công nhận Liên minh miền Nam Hoa Kỳ hoặc cử bất kỳ nhà ngoại giao nào đến đó. Tuy nhiên, vào năm 1863, Giáo hoàng đã gặp riêng một phái viên Liên minh miền Nam và nhấn mạnh đến nhu cầu giải phóng. Một lá thư của Pius IX gửi cho Jefferson Davis vào tháng 12 năm 1863, gọi ông là "Praesidi foederatorum Americae regionum" (Tổng thống của các khu vực liên bang của Mỹ), không được coi là sự công nhận Liên minh miền Nam, ngay cả bởi các quan chức của chính Liên minh: Bộ trưởng Ngoại giao Liên minh miền Nam Judah P. Benjamin đã giải thích đó là "một sự công nhận suy luận đơn thuần, không liên quan đến hành động chính trị hoặc việc thiết lập quan hệ ngoại giao thường xuyên" mà không có sức nặng của sự công nhận chính thức.
Pius IX đã phong Tổng giám mục John McCloskey của New York làm người Mỹ đầu tiên vào Hồng y Đoàn vào ngày 15 tháng 3 năm 1875.

## Kế hoạch rời khỏi Rome

### Tín điều Vô nhiễm nguyên tội
Năm 1849, Giáo hoàng Pius IX thăm dò ý kiến của hàng Giám mục rồi ngày 8 tháng 12 năm 1854, Bằng sắc chỉ Ineffabilis Deus, ông đã công bố tín điều Vô Nhiễm Nguyên Tội của Maria.
Bằng việc công bố tín điều này, ông đã gián tiếp xác định quyền bất khả ngộ của mình.

### Năm thánh 1850
Năm Thánh thứ 21 được cử hành vào năm 1850 dưới triều Piô IX nhưng vì những biến cố chính trị tại Ý đã không cho phép thực hiện rầm rộ.
Vào năm 1850, Cửa Thánh Đền thờ Thánh Phêrô vẫn không được mở, mặc dầu Piô IX có tổ chức một cách đơn sơ Năm Thánh với giáo sĩ tại Rôma mà thôi. Cũng vào năm 1850 Pio IX đặt Wiseman làm Giám mục Westminster khi tái lập hàng giáo phẩm Anh Quốc (cùng 12 địa phận khác).) Wiseman tác giả của cuốn Fabiola. Ông xuất thân từ đại học Oxford sau trở thành viện trưởng đại học và tỏ ra rất cởi mở với trào lưu trí thức đương thời. Ông giúp người Công giáo Anh hiểu biết về Giáo hội tại lục địa và đem lại cho họ sự can đảm. 
Năm 1853, Giáo hoàng Pio IX cũng tái lập giáo phận Utrecht thuộc Hà Lan, với 4 giáo phận phụ thuộc, thêm 2 giáo phận nữa vào hai năm sau.

### Cách mạng Ý
Khi nhận thấy việc thiết lập một bang Ý dưới quyền Giáo hoàng cũng như việc xây dựng nền Cộng hòa là điều không thể, các nhà ái quốc đã quay sang ủng hộ Victor Emmanuel II, vua xứ Piémont và Sardenia (1849-1878). Được dân Ý ủng hộ Victor Emmanuel vua xứ Piémont cùng với thủ tướng De Cavour chinh phục và thống nhất "nước Ý Trẻ".
Năm 1856, tại hội nghị Paris sau chiến tranh Krym, Tháng 3 năm 1861, De Cavour nếu vấn đề quốc gia Ý, vì một mình người Ý không thể thực hiện nổi công cuộc thống nhất, ông tìm cách liên minh với Pháp. Tháng 7 năm 1857, một thảo hiệp được ký kết giữa hai nước. Năm 1859, De Cavour đánh bật được quân Áo ra khỏi Lombardia.
Giáo hoàng Leo IX yêu cầu quân Áo rút khỏi nước Tòa thánh nhưng họ vừa ra đi, dân chúng liền vùng dậy trong hai tỉnh Romania, Umbria và tại các biên trấn. Họ tuyên bố bãi bỏ quyền Giáo hoàng, và đòi sáp nhập lãnh thổ Tòa thánh vào Piamonte nghĩa là lãnh thổ nước Ý thống nhất đang hình thành. Giáo hoàng Pio IX ra vạ tuyệt thông tất cả những ai tham dự vào việc "cướp đất Tòa thánh" nhưng vô hiệu.
Từ năm 1859, các công quốc Toscana, Modena và Parma đã lần lượt sáp nhập vào tân quốc gia. Tỉnh Romania mất về tay Emmanuel. Năm 1860, Garibaldi chiếm Sicilia và Napoli lật đổ Francois, ông hoàng ngoại quốc cuối cùng trên đất Ý.
Hồng y quốc vụ khanh Antonelli từ chối yêu cầu của Cavour đòi chấm dứt việc mộ lính đánh thuê trong quân đội Giáo hoàng. Sau đó các tỉnh Umbria, Castelfidardo cũng sáp nhập vào Ý quốc.
Tháng 8 năm 1861, Emmanuel tự công bố là vua nước Ý, chiếm khoảng 2/3 nước Tòa Thánh. Đứng trước những đòi hỏi và đề nghị của Piamonte, Giáo hoàng Pio IX và Antonelli vẫn giữ lập trường: 
"Chúng tôi không thể".
Do dư luận công giáo Pháp, Napoléon III duy trì quân đội để bảo vệ Roma và các vùng phụ cận cho Giáo hoàng Pio IX. Tháng 9.1864, bằng một thỏa ước, chính quyền Ý cam kết với Pháp sẽ tôn trọng phần đất còn lại của Tòa thánh và bảo vệ chống mọi cuộc xâm lăng.

### Bản Syllabus
Ngày 8 tháng 12 năm 1864 mười năm sau khi công bố tín điều Đức Maria vô nhiễm, Giáo hoàng Pius IX chống những sai lầm thời đại bằng cách kết án. Trong thông điệp "Quanta cura" ông gửi đến các Giám mục bản Syllabus, tóm tắt 80 "điều sai lầm của thời đại ta".
Trong đó ông kết án chủ nghĩa duy lý, chủ nghĩa xã hội và chủ nghĩa tự do. Thông điệp Quanta cura lên án nhiều "sai lầm của thế giới tân thời". Syllabus gây nên nhiều tranh luận. Thực sự Syllabus không chứa đựng những mới lạ.
Khi kết án, bản văn không xác định học thuyết nào mới đúng, nên Giám mục Dupanloup có thể đề ra lối giải thích hòa hoãn hơn. Những xác định rõ ràng sau bị kết án: "55. Giáo hội phải tách rời khỏi Nhà nước và Nhà nước phải được tách rời khỏi Giáo hội. 63. Cho phép từ chối vâng phục các ông hoàng hợp pháp và cho phép nổi dậy chống lại họ. 77. Ở thời đại chúng ta, không nên coi tôn giáo như đạo duy nhất của đất nước, loại bỏ mọi tôn giáo khác. 78. Trong một số nước Công giáo, luật pháp nên dự trù cho phép các ngoại kiều đến đây cư ngụ, được cử hành công khai các phụng tự riêng của họ là hợp lý. 79. Quả là sai lầm khi cho rằng quyền tự do phượng tự và việc cho phép mọi người toàn quyền công khai và cởi mở biểu lộ mọi ý tưởng và quan điểm của mình sẽ dễ dàng đưa các dân tộc đến chỗ suy đổi phong hóa và tinh thần, cũng như làm lan tràn cơn dịch của chủ nghĩa dửng dưng. 80. Giáo chủ Roma có thể và phải hòa hiệp, cũng như phải nhân nhượng với sự tiến bộ, với chủ nghĩa tự do và văn minh tân tiến".

### Triệu tập công đồng
Ngày 6 tháng 12 năm 1864, tức hai ngày trước khi công bố bản Syllabus trong một phiên họp của Thánh bộ lễ nghi, Giáo hoàng Pius IX thông báo riêng cho các hồng y biết từ lâu ông đã có ý định triệu tập một đại công đồng, "để nhờ phương tiện bất thường này mà giải quyết những công việc bất thường của cộng đồng Ky-tô giáo".
Tháng 6 năm 1867 trước cử tọa 500 Giám mục và đông đảo giáo dân, Giáo hoàng công khai loan báo về đại công đồng: "trong đó sẽ triệu tập hết các Giám mục trên thế giới công giáo, để cùng nhau đồng tâm hiệp lực tìm những phương pháp cần thiết và hữu ích, nhằm đối phó với biết bao sự dữ đang đè nặng trên Giáo hội".
Ngày 29 tháng 6 năm 1868, Ông ban hành Tông chiếu Aeterni Patris Unigenitus, chính thức triệu tập đại công đồng và ấn định khai mạc vào ngày lễ Đức Mẹ Vô Nhiễm Nguyên Tội 8.12.1869. Ông cũng viết thư cho Giáo hội chính thống Đông phương và Tin lành mời họ trử về "đoàn chiên duy nhất" nhưng không được hưởng ứng.
Vấn đề ơn vô ngộ của Giáo hoàng. Lúc này xuất hiện hai phe chống đối nhau: đối diện với một thiểu số có khuynh hướng khá gallican, nổi rõ một đa số có hảo ý với định nghĩa các quyền của Giáo hoàng: quyền tài phán phổ quát và tính bất khả ngộ, những đề tài mà ngay sau đó đã đè bẹp những tranh luận, đôi khi rất sôi nổi.
Cuối cùng định nghĩa về tính bất khả ngộ đã được công bố qua Hiến chế: Pastoraeternus: Đấng Chăn Chiên vĩnh hằng, ngày 18 tháng 7 năm 1870. Trong đó nêu:
| “                                                     | (...) Chúng tôi dạy và tuyên bố rằng Giáo hội Roma, do sự sắp đặt của Thiên Chúa, có quyền tối thượng và năng quyền thường xuyên trên mọi Giáo hội khác, và rằng quyền tài phán của giáo chủ Roma thì trực tiếp như quyền Giám mục. Những mục tử các cấp và thuộc mọi nghi lễ cùng mọi tín hữu, từng người và toàn thể đều có bổn phận tùy thuộc do phẩm trật và vâng lời thật sự, không những trong những vấn đề liên hệ đến đức tin phong hóa, mà cả trong vấn đề kỷ luật và quản trị giáo hội trải rộng khắp thế giới (...) Quyền này của Đức giáo hoàng không hề cản trở quyền tài phán thường xuyên và trực tiếp của các Giám mục, qua đó các Giám mục, được Thánh Thần thiết lập, kế vị các Tông đồ, để chăm sóc và cai quản đoàn chiên được ủy thác cho các ông như những mục tử chân thực (...) Chúng tôi truyền dạy và công bố tín điều đã được Thiên Chúa mạc khải: Đức giáo hoàng Roma khi ông lên tiếng từ tòa (ex cathedra) nghĩa là chu toàn trách vụ mục tử và thầy dạy mọi Kitô hữu, dùng quyền tông đồ tối cao, để xác định một giáo thuyết về tín lý hay luân lý thì toàn thể Giáo hội phải chấp nhận, vì khi đó ông được hưởng sự trợ giúp thần linh đã được hứa cho Pherô, về ơn bất khả ngộ mà Chúa Cứu Thế đã muốn ban cho giáo hội để định tín về đức tin và luân lý. Do đó, những định tín của đức giáo hoàng Roma không thể thay đổi, chứ không phải vì sự nhất trí của Giáo hội. | ” |
| — Hiến chế: Pastoraeternus: Đấng Chăn Chiên vĩnh hằng | |   |

Pio IX khẳng định tín điều bất khả ngộ không phải là tín điều mới mà chỉ là xác định một chân lý đã được Giáo hội toàn cầu biết và chấp nhận. Ông nói: 
| “                   | Thưa chư huynh đáng kính, quyền tối cao của giáo hoàng không bóp chết nhưng tăng thêm, không tiêu diệt mà xây dựng và trong nhiều trường hợp còn củng cố trong chức vị, hiệp nhất trong đức ái, trợ lực và bảo vệ các quyền lợi của chư huynh, nghĩa là của hàng Giám mục... | ” |
| — Giáo hoàng Piô IX | |   |

### Thống nhất nước Ý
Công đồng chỉ hoàn tất được một phần rất nhỏ chương trình của mình vì bị cắt đứt bởi chiến tranh Pháp-Phổ năm 1870, Ngày 19 tháng 7 năm 1870, Phổ tuyên chiến với Pháp. Napoléon III rút quân đội bảo vệ Giáo hoàng về nước.
Đến ngày 20 tháng 9 năm 1870, quân đội của Garibaldi chiếm được Roma, hoàn tất việc thống nhất nước Ý, chọn Roma làm thủ đô. Dân chúng bỏ 133.648 phiếu chống 1507, để chuyển thành Rôma từ Giáo hoàng qua triều đình Ý. Tháng 6 năm 1871, Roma được công bố làm thủ đô nước Ý và điện Quirinal được chọn làm Hoàng cung.
Giáo hoàng Piô IX ra một văn thư đình hoãn Công đồng "chờ tới khi hoàn cảnh thuận tiện sẽ tiếp tục". Từ 19 tháng 7 năm 1870 các nghị phụ phải trở về nước mình. Giáo hoàng phản đối vụ "cướp đất Tòa thánh" và ra vạ tuyệt thông những người âm mưu cũng như tham dự nhưng vô ích. Cuộc xung đột giữa ngôi Giáo hoàng và vương quốc Ý lên đến tột độ. Ngày 13 tháng 5 năm 1871, chính quyền Ý ban hành đạo luật mang tên "Luật Bảo đảm", đơn phương giải quyết vấn đề nước Tòa thánh.
Vương quốc nhìn nhận sự bất khả xâm phạm và quyền tối cao thiêng liêng về tôn giáo của Giáo hoàng, quyền đặt Giám mục Ý, nhà nước không đề cử Giám mục và không buộc thề trung thành. Mỗi năm sẽ cấp dưỡng cho Giáo hoàng 3.225.000 bảng Ý, dành cho ông hai điện Vatican và Latran cùng biệt thự Castel gandolfo trên bờ hồ Albano, đồng thời bảo đảm quyền tự do của ông trong lĩnh vực tôn giáo. 
Giáo hoàng Piô IX phủ nhận "luật bảo đảm" (15 - 15 - 1871) và sau hai lần nhận khoản tiền nộp, ông từ chối không nhận nữa để chỉ trông vào tiền bạc công đức của giáo dân.
Từ đó, Giáo hoàng Pio IX tự giam mình trong khu Vatican không hề bước chân ra ngoài. Sự bang giao giữa Vatican và Quirinal vô cùng căng thẳng. Do đó, năm 1874, Pio IX qua sắc lệnh "non expedit" của tòa xá giải có từ 6 năm trước, cấm người công giáo Ý tham gia bầu cử mang tính chính trị trong vương quốc, cho rằng như thế là ủng hộ các đảng phái quá kích. Năm 1876 các Giáo hoàng mới cho phép bầu cử ở cấp tỉnh và xã.

## Qua đời
Giáo hoàng Piô IX, trước khi qua đời, còn phải bênh vực cuộc chiến đấu Kulturkampf của Bismark. Ông đã tố giác Kulturkampf về cuộc chiến văn hóa, chính sách của Bismark chủ trương làm giảm thế lực của giáo hội Rôma và đặt giáo hội Đức dưới quyền giáo hội quốc gia. Cũng như những bạo lực do Thụy Sĩ thực hiện chống hàng giáo sĩ công giáo. Thông điệp 1873, đã lên án bạo lực Thụy Sĩ dẫn đến việc trục xuất liên sứ thần. Năm 1874, triều đình Áo-Hung cắt đứt thỏa ước.
Giáo hoàng Piô IX, trị vì gần 1/3 thế kỷ XIX, là Giáo hoàng giữ chức lâu nhất từ trước đến nay, nếu không tính Thánh Phêrô. Ông qua đời ngày 7 tháng 2 năm 1878 và được mai táng trong vương cung thánh đường Thánh Laurence tại Rôma. Lần cải táng trong tiến trình phong Chân Phước cho ông, người ta phát hiện thi hài của ông còn nguyên vẹn.
Mộ của Giáo hoàng Piô IX nằm trong một nhà nguyện phía sau cung thánh của vương cung thánh đường thánh Lauresô ngoại thành. Theo giáo sư Roger Aubert và Giacomo Martina, hai học giả về Triều Giáo hoàng của ông, thì lòng sùng đạo bình dân được phát triển hơn, con đường tu đức linh mục được canh tân hơn.
Hồ sơ phong Chân Phước cho ông được khởi sự ngày 7 tháng 2 năm 1901 gặp nhiều trắc trở, khó khăn và kéo dài cho đến ngày 6 tháng 7 năm 1985. Phép lạ liên quan đến việc chữa lành cho một nữ tu người Pháp do sự cầu bầu của Đấng Đáng Kính Giáo hoàng Piô IX được hội đồng Y Khoa giám định ngày 15 tháng 1 năm 1985 và đi đến kết luận tháng 12 năm 1999 là không thể cắt nghĩa được. Giáo hoàng Gioan Phaolô II đã tôn phong Chân Phước cho Đấng Đáng Kính Piô IX ngày 03 tháng 9 năm 2000 tại quảng trường Thánh Phêrô.

### Ngôn ngữ khác
- Acta et decreta Leonis XIII, P.M. Vol I–XXII, Rome, 1881, ff
- Acta et decreta Pii IX, Pontificis Maximi, Vol. I–VII, Romae 1854 ff
- Actae Sanctae Sedis, (ASS), Romae, Vaticano 1865
- Boudou, L. (1890). Le S. Siege et la Russie, Paris
- Capitelli, Giovanna, Mecenatismo pontificio e borbonico alla vigilia dell'unità, Viviani Editore, Rome, 2011 ISBN 8879931482
- Hasler, August Bernhard (1977). Pius IX. (1846–1878) päpstliche Unfehlbarkeit und 1. Vatikanisches Konzil. (= Päpste und Papsttum Bd. 12). 2 volumes, 1st ed. Hiersemann, Stuttgart, ISBN 3-7772-7711-8
- Martina, S.J. Pio IX (1846–1850). Roma: Editrice Pontificia Universita Gregoriana. Vol I–III, 1974–1991.
- Bản mẫu:EnciclopediaDeiPapi
- Seifert, Veronika Maria (2013). Pius IX. – der Immaculata-Papst. Von der Marienverehrung Giovanni Maria Mastai Ferretis zur Definierung des Immaculata-Dogmas. V&R unipress. Göttingen. ISBN 978-3-8471-0185-7.
- Sylvain (1878). Histoire de Pie IX le Grand et de son pontificat. Vol I, II. Paris